# Farifotra obscure
Crossleyia tenebrosa
Espèce
Statut de conservation UICN

 DD  : Données insuffisantes
Le Farifotra obscure (Crossleyia tenebrosa) est une espèce de passereaux de la famille des berniéridés. Cette espèce est endémique de Madagascar.

## Répartition et habitat
On trouve cette espèce encore mystérieuse dans les forêts de plaine et de moyenne altitude humides et sempervirentes du nord-est de Madagascar.

## Description
Le Farifotra obscure mesure de 14 à 15 cm de longueur totale. C'est une petite espèce sombre avec de fortes pattes et un bec assez court. Son dos est vert olive terne. Ses ailes et sa queue sont brun olive terne foncé. Les bords extérieurs de ses rémiges sont vert foncé. Sa tête est vert olive foncé et son œil est surligné de jaune. Sa poitrine, ses flancs et les couvertures sous-caudales sont vert olive foncé. Son ventre et son croupion sont vert-jaune. Son bec est orange rosé terne avec une crête sombre. Ses pattes sont rose clair. Les deux sexes sont identiques mais les femelles sont en moyenne plus petites que les mâles.
Cet oiseau se nourrit de petits insectes, de larves et de petites araignées qu'elle déniche à la fois sur le sol et dans les arbustes bas.

## Noms vernaculaires
Cette espèce, en plus de son nom normalisé de Farifotra obscure porte, en français, les noms vernaculaires suivants :
- Bulbul fuligineux ;
- Bulbul obscur ;
- Bulbul obscure.

Toutefois le terme Bulbul est inapproprié car correspondant à une autre famille.

## Population
Aucune observation fiable de cette espèce n'avait été enregistrée au cours des vingt dernières années, ce qui laissait craindre une extinction. Mais des ornithologues en ont à nouveau observé à trois reprises début 2023, ce qui permet d’espérer que l’espèce ait trouvé le moyen de survivre malgré l’extension des cultures de vanille au détriment de son habitat naturel ; la taille de sa population reste cependant inconnue.

## Menaces
D'après l'UICN, son habitat se réduit du fait de la culture sur brûlis par les agriculteurs, ce qui entraîne une repousse progressivement plus dégradée et conduit finalement à des zones couvertes de fougères ou à des prairies. Une grande partie de la plaine côtière orientale a déjà été défrichée ou est couverte de forêts fortement dégradées.
L'habitat restant est sous la pression de la croissance de la population humaine et de l'exploitation forestière commerciale.

## Systématique
Le nom valide complet (avec auteur) de ce taxon est Crossleyia tenebrosa (Stresemann, 1925).
L'espèce a été initialement classée dans le genre ? sous le protonyme Bernieria tenebrosa Stresemann, 1925.
Ce taxon porte en français le nom vernaculaire ou normalisé suivant : Farifotra obscure.